# الغریفه
الغریفه (به عربی: الغریفة) یک محله در بحرین است که در استان عاصمه واقع شده‌است.